# 河北乡 (克山县)
河北乡，是中华人民共和国黑龙江省齐齐哈尔市克山县下辖的一个乡镇级行政单位。

## 行政区划
河北乡下辖以下地区：
新大村、新建村、新农村、新安村、新成村、新中村、新启村、新生村和新民村。